# Ozio creativo
Il concetto di ozio creativo è stato elaborato dal sociologo Domenico De Masi.
Nella società post-industriale in cui la creatività predomina sulla manualità, i confini tra lavoro, studio e gioco si confondono. Questa fusione genera l'ozio creativo. Una situazione in cui si lavora senza accorgersi di farlo.
Il termine ozio non deve far pensare a una situazione di passività. Per gli antichi romani il termine otium non significava "dolce far niente", bensì un tempo libero dagli impegni nel quale era possibile aprirsi alla dimensione creativa. Nella società attuale la maggior parte dei lavori ripetitivi e noiosi è stata delegata alle macchine; all'uomo è rimasto il monopolio sulla creatività.
Rifacendosi alla tradizione delle favole antiche potremmo pensare a La cicala  e la formica come esponenti di due approcci opposti alla vita e al lavoro, che invece troverebbero sintesi nel concetto di "ozio creativo". 
Mentre la cicala si dedica all'ozio ma non è per nulla creativa nel senso che non produce ricchezza ma si limita a godersi la vita, la formica è fin troppo laboriosa e pur accumulando ricchezza (sotto forma di scorte alimentari) non si gode la vita e muore di fatica. 
L'ozio creativo è una sintesi "hegeliana" tra queste due tesi e antitesi, tra: piacere e dovere.
Imparando l'arte dell'ozio creativo riusciamo a mescolare il piacere del gioco con il "dovere" dello studio e del lavoro, fino a farli diventare un tutt'uno in cui proprio perché si perdono i confini, si annulla la componente faticosa del lavoro e si recupera la componente creativa e utilitaristica della creatività derivante dal piacere del gioco. 
È necessario tuttavia uno sforzo e una buona dose di ottimismo realistico per cercare di conseguire entrambi questi obiettivi apparentemente antitetici e contrapposti. L'ottimismo serve per credere possibile una vita in cui ci si possa permettere il "lusso" di giocare ed essere creativi mentre il realismo serve per usare la creatività nel proprio lavoro e rendere l'ozio creativo la fonte di ricchezza teorizzata da Domenico De Masi. 